# 闻清良
闻清良（1959年—），山西省五台县人，中华人民共和国政治人物。

## 生平
2005年，担任任太原铁路局总调度长、运输处处长、太原铁路局副局长。2009年—2010年3月，担任太原铁路局代理局长。后改任昆明铁路局局长。2011年8月16日，因涉嫌受贿罪被免职。2012年6月，被刑事拘留。2013年9月15日，因涉嫌受贿罪获死刑，缓期两年执行。2017年9月6日，山西高院发布公告，减为无期徒刑。